# Базилика
Вижте пояснителната страница за други значения на Базилика.
Базилика (на гръцки: βασιλική – „царски дом“) е вид обществена сграда с правоъгълна форма, състояща се от нечетно число (1, 3 или 5) различни по височина кораби .
В многокорабните базилики, отделните кораби са разделени от надлъжни редици колони или стълбове, вкл. стени с отвори, със самостоятелни покриви. Централният кораб/неф обикновено е по-широк и висок, и се осветява от високо разположени прозорци над страничните кораби. Така и сградите с по-сложен архитектурен план се отнасят към типа сгради с базиликално осветление. В случай на отсъствие на прозорци на централния кораб/неф, сградата се отнася към типа псевдобазилика.
В древния Рим базиликата е най-често обществена, търговска, съдебна или административна сграда. След приемането на християнството като официална религия в Римската империя, базиликата става основен тип християнски храм с правоъгълна форма и множество колони.
През Средновековието в Европа сгради-базилики се използват като покрити тържища за продажба и размяна на текстил и други стоки. В XVIII в. базиликален тип сгради започват да се строят за производствени и складови нужди. Този тип промишлени сгради се строят и до днес.
В римокатолицизма, базилики започват да се наричат и най-големите и значими римокатолически храмове, независимо от архитектурния им тип (напр. базиликата Санто Стефано Ротондо, която по план е кръгла – тип ротонда). За значението на термина базилика в римокатолицизма вижте Базилика (титул).

## Древноримски базилики
В Древен Рим базилика се нарича вид обществена сграда най-често със съдебни, политически и икономически функции. Представлява голяма правоъгълна трикорабна сграда, чийто среден кораб е по-висок от двата прилежащи. Често базиликата се разполага близо до форума. Смята се, че първата базилика – „Basilica Porcia“ е построена в Рим по разпореждане на Марк Порций Катон Стари през 184 пр.н.е.. Апсидата, като насрещна опорна точка на ходовата линия, ос на симетрия, свързваща входа на сградата с насрещната стена, се появява още при някои от първите известни базилики в Рим. На осветлението на вътрешното пространство е отдадено особено внимание.

## Раннохристиянски базилики
Първите черкви, специално построени за християнски богослужения, съответстват по своя архитектурен облик на римските базилики, като една причините е, че този тип сгради осигуряват големи покрити и със сравнително добра видимост площи и не внушават преки асоциации с предхристиянските религии и религиозни практики. Базиликата става най-разпространения вид християнски храм през IV-VI век и е основен тип християнска богослужебна архитектура и през последващите векове. Този архитектурен тип се развива с времето и с развитието на начините на християнската литургична/богослужебна практика в различните територии на християнския свят. В историята на архитектурата за първични раннохристиянски храмове се смятат базиликалните черкви в Сирия и други страни на Мала Азия от IV – V век.
След като Римската империя приема за официална религия християнството, през 313 г., започва масово строителство на черкви в Рим и на територията на цялата империя. Правоъгълната структура на базиликата с ориентация по световните посоки, отразява християнските представи за света. Тази ориентация постепенно губи своя смисъл в Западна Европа и църковните сгради престават да се строят с олтар (главна, централна, апсида) на изток, вход на запад и евтл. конхите – на север и юг. От функционална гледна точка базиликалната постройка се отличава с голяма вместимост и сравнително икономично покритие, с отлично естествено осветление и вентилация, а от символична гледна точка напомня със своя вид на кораба на спасението – неслучайно отделните части от базиликата се наричат кораби (navis, navis-лат. nave – англ., nef - фр.)
В Източната Римска империя до VII век се изгражда типа базилика с три или пет кораба с разположени по надлъжната ос/ходовата линия: притвор, който понякога има две части: вътрешен и външен, централна част и олтар, като понякога се приемат и съответни на територията, на която се разполагат храмовете, латинските или произлизащите от тях ст.гръцки наименования. Такива храмове не са така силно издължени, както в Рим, и често биват пристроявани с допълнителни галерии, долепени до надлъжните стени на сградата – типичен пример е петкорабната базилика „Свети Димитър“ в Солун от V век.

## Последваща еволюция
От времето на император Юстиниан I във византийската архитектура започва изграждането на куполни базилики, като началото се поставя със строежа на константинополската „Света Ирина“ (около 530 г.). Като основен тип средновековен храм се развива компактната сграда с центричен план – т.нар. кръстокуполна черква, въпреки че отделни безкуполни базиликални храмове продължават да се строят чак до падането на империята под османска власт в средата на XV век.
От особено значение за България са многобройните триконхални черкви с план, произхождащ от базиликалния – без купол или с купол. Строителството на тези храмове е извънредно интензивно в Западна България още от ранните християнски времена IV – VII век (Проф. арх. Нели Чанева-Дечевска, Проф. Стамен Михайлов и др.). То се дължи от една страна на изискването на българското богослужение за създаване на вътрешни пространства за църковен хор (певници), за трон, катедра и др., като елегантни уширения – конхи на северната и на южната стена близо до олтара, но вътре в централната зала на черквата, а също и от друга страна – на местните високи строителни умения. Тези умения са особено забележими при строителството на купол – както при преустройствата на черквите, така и при новото строителство. Традиционно се смята от строителите на тези храмове, че черковният купол е доведения до вярващите небесен купол, въплъщение на единението с Господ.
В Западна Европа базиликата остава основен тип на християнския храм и през Средните векове, като се доразвива архитектурно и конструктивно при строежа на романски и готически черкви.
През XIX век се наблюдава стремеж за възвръщане към архитектурно-строителната идея на античната базилика, съгласно представата на отделни архитекти на XIX – XX век – пример за това е базиликата „Сент Мартен“ в Тур, Франция, построена през 1886 – 1924 г.

## Базилики в България
На територията на България, известна раннохристиянска църква в план и обем – латински кръст с удължаване на източното рамо, с купол и с базиликално осветление, научно изследвана още в началото на XX век, реставрирана и съхранена до наши дни, е софийската „Света София“., представляваща куполна базилика от времето на император Юстиниан I.
Други антични базилики в България са:
- Еленска базилика (IV век)
- Филипополска голяма базилика (IV - VI век)
- Епископски комплекс с базилика (Сандански) (IV - VI век)
- Микревска базилика (IV - VI век)
- Света София (Несебър) (V - VI век)
- Червената църква (V - VI век)
- Малка базилика (Пловдив) (втората половина на V – VI век)
- Джерджевденска църква (V - VI век)
- Беловска базилика (VI век)
- Шкорпилова базилика в Аспарухово (VI век)

Други Средновековни и по-късни български базилики са:
- Голяма базилика в Плиска (IX век)
- Света София (Охрид) (IX век)
- Свети Никола (Мелник) (XII век)
- Свети Четиридесет мъченици (Велико Търново) (1230 г.)
- Света Богородица (Чипровци) (XIV - XVII век)
- Св. св. Кирил и Методий (Бургас) (1897 – 1907 г.)